# Средња стручна школа „Васа Пелагић”
Средња стручна школа „Васа Пелагић” је средња стручна школа у Ковину која образује ученике знањима, вештинама, и компетенцијама за тржиште рада.

## Историја
Школа је настала 1961. године. Основана је као пољопривредна школа ратарско-живинарског смера, док касније постаје образовни центар који поред пољопривреде образује ученике металске, електро, и грађевинске струке. Ове струке су почев од 1987. па до 1990. године биле укинуте. Од 2009 године, школа функционише као средња стручна школа.

### Манифестације
Средња стручна школа „Васа Пелагић” једном годишње одржава манифестацију „Стари Лала”. Школа такође одржава турнире у малом фудбалу као још пар манифестација.

## Образовни профили
Средња стручна школа „Васа Пелагић” садржи један смер 4. степена и пет смерова 3. степена.
- Бравар заваривач
- Конобар
- Кувар
- Руковалац пољопривредне технике
- Цвећар вртлар
- Туристички техничар